# Villa Reale

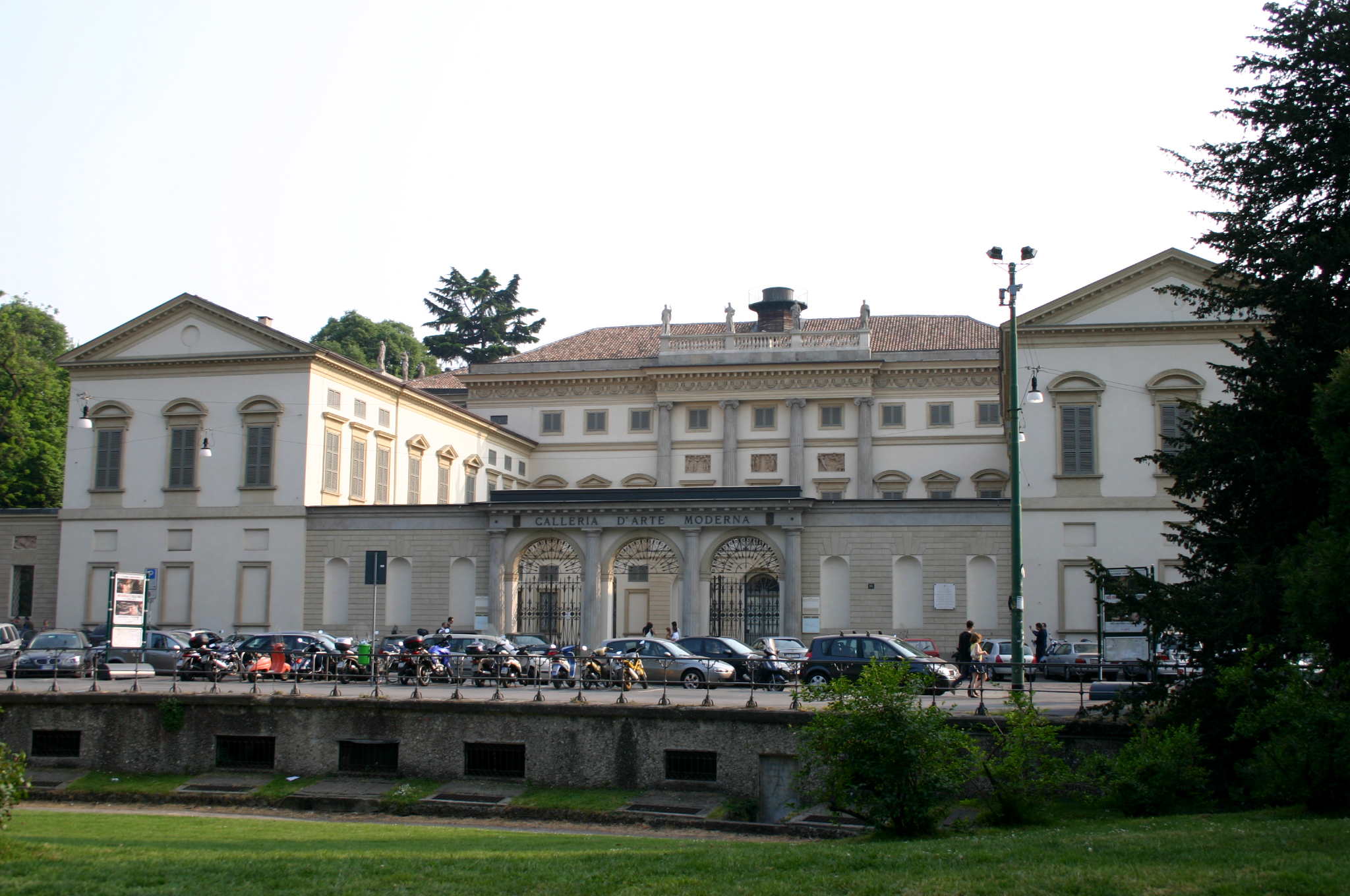
Villa Reale

A Villa Reale azaz Királyi Villa vagy más néven Villa Belgiojoso Bonaparte (Via Palestro 8.) egy milánói palota.

## Története
A klasszicista palota Leopold Pollack bécsi építőmester tervei szerint épült fel 1790-ben, Lodovico Barbiano di Belgioioso gróf, osztrák generális és diplomata részére. 1801-ben a tulajdonos meghalt, és a palota a Ciszalpin Köztársaságra maradt, majd Napóleon birtokába került, aki feleségével, Josephine-nel egy ideig itt tartózkodott, majd  mostohafiának, Eugéne de Beauharnais-nak lett székhelye. 1857-ben Radetzky marsall rendezte be itt a rezidenciáját. Itt is halt meg 1858-ban. Ezek után a Savoyai-ház birtokába került, majd 1919-ben városé lett.  1921-ben itt rendezték be Olaszország egyik legjelentősebb modern képtárát (Galleria d’Arte Moderna).

## Múzeum
A 19. század legnevesebb észak-itáliai festőinek műveit őrzi: Andrea Appiani, Francesco Hayez, Gerardo Bianchi, Domenico Induno, Tranquillo Cremona, Daniele Raozoni, Gaetano Previati, Giovanni Segantini, Cesare Tallone, Antonio Fontanesi, Giuseppe De Nittis, Domenico Morelli, Filippo Palizzi, Armando Spadini, Eugenio Gignous, Giovanni Fattori, Telemaco Signorini, Raffaello Sernesi, Antonio Mancini, Giovanni Boldini; a szobrászok közül Pavel Trubeckoy, Giuseppe Grandi, Antonio Canova, Vincenzo Gemito és Medardo Rosso.